# Polymerus relativus
Polymerus relativus är en insektsart som beskrevs av Knight 1926. Polymerus relativus ingår i släktet Polymerus och familjen ängsskinnbaggar. Inga underarter finns listade i Catalogue of Life.